# Ernst Adolf Birkenmayer

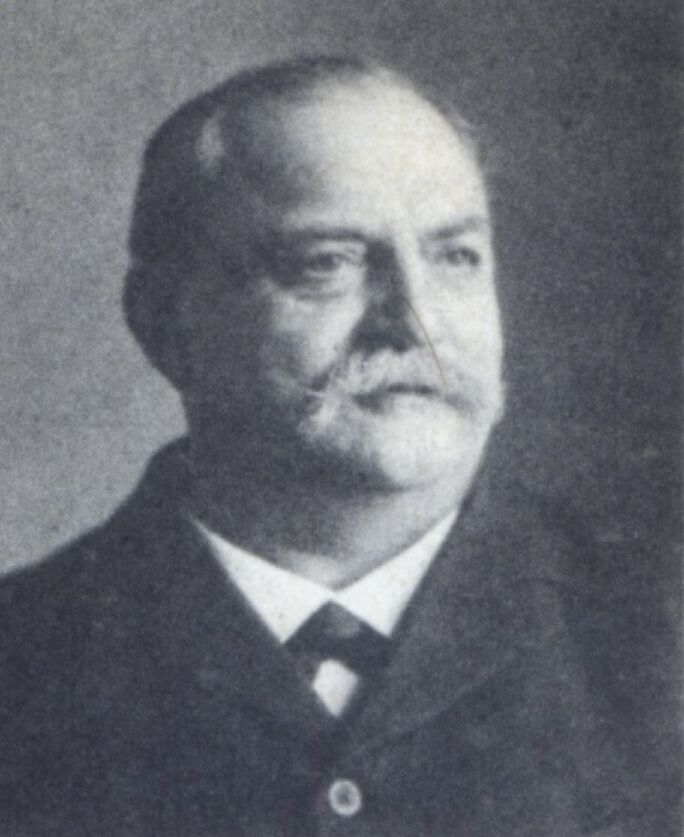
Ernst Adolf Birkenmayer als Reichstagsabgeordneter 1912

Ernst Adolf Birkenmayer (* 15. März 1842 in Breisach; † 31. März 1916 in Waldshut) war ein deutscher Jurist und Reichstagsabgeordneter.

## Leben
Birkenmayer besuchte die Volks- und Realschule in Breisach und das Gymnasium in Donaueschingen, das Lyzeum und die Universität in Freiburg im Breisgau. 1863 wurde er Mitglied des Corps Suevia Freiburg, das ihm später die Ehrenmitgliedschaft verlieh. Von 1866 bis 1869 war er Rechtspraktikant erst beim Amtsgericht Breisach, später beim Kreisgericht und beim Bezirksamt in Lörrach. Referendar war er von 1869 bis 1872 bei den Bezirksämtern Lörrach, Schopfheim, Müllheim, Offenburg, Oberkirch (Baden), den Amtsgerichten Schopfheim, Engen, Ettenheim und beim Amtsgericht und der Staatsanwaltschaft Konstanz.
Zwischen 1872 und 1879 war er Amtsrichter in St. Blasien und schließlich Landgerichtsrat erst von 1879 bis 1898 in Waldshut und von 1898 bis 1906 in Freiburg. Ab September 1906 war er Landgerichtsdirektor in Waldshut. Birkenmayer war Mitglied der Badischen Historischen Kommission und Pfleger derselben für die Bezirke Waldshut, Bonndorf im Schwarzwald, Neustadt, St. Blasien, Schönau im Schwarzwald, Säckingen, Schopfheim, Lörrach und Ehrenmitglied des Kirchengeschichtlichen Vereins der Erzdiözese Freiburg in deren Freiburger Diözesan-Archiv er Beiträge lieferte. Er veröffentlichte auch ein Buch zur Geschichte Waldshuts.

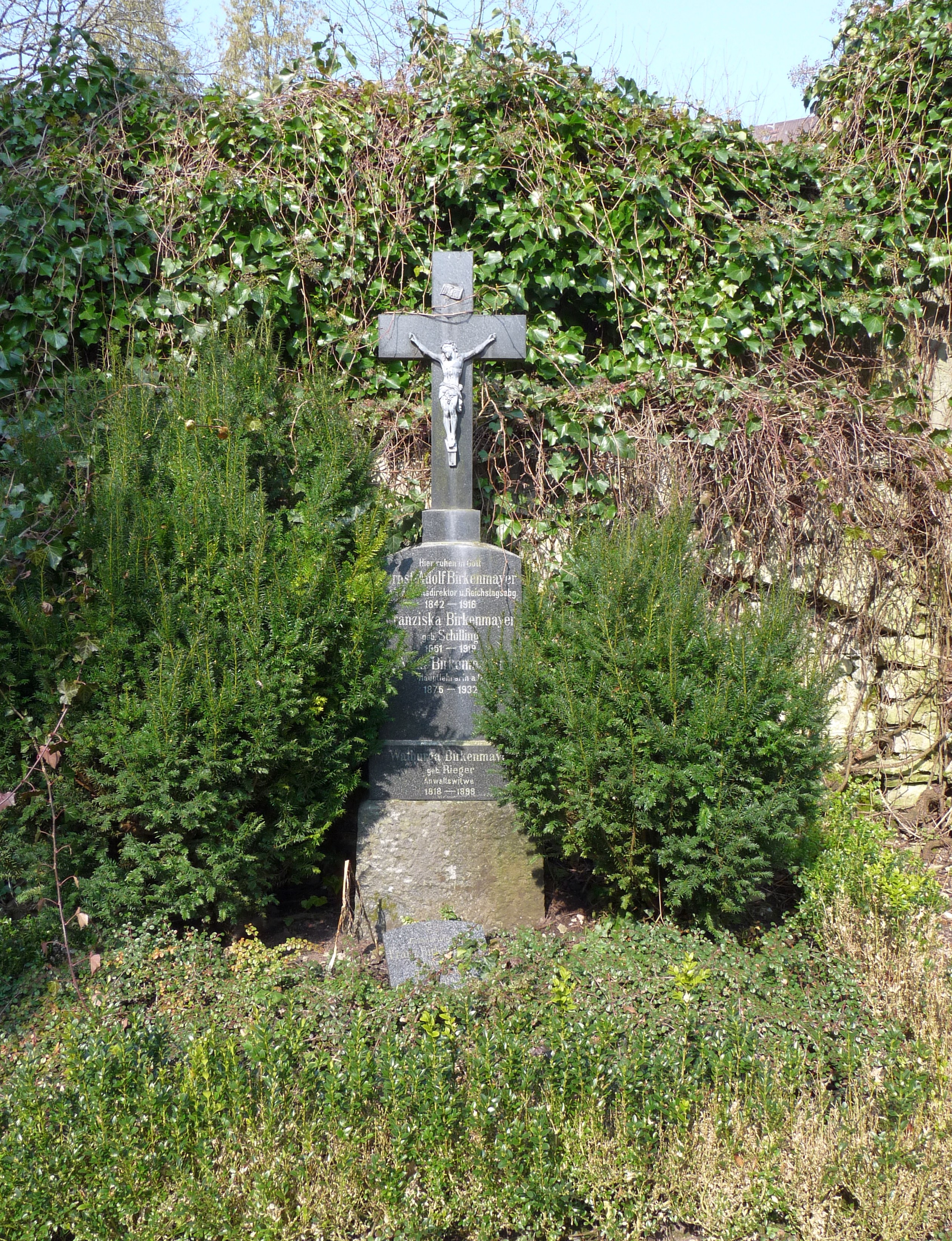
Grab auf dem alten Waldshuter Friedhof oberhalb der Gottesackerkapelle

## Politik
Birkenmayer war Abgeordneter der 2. Kammer des Badischen Landtags von 1879 bis 1887 und von 1891 bis 1909, und zwar von 1879 bis 1883 sowie von 1891 bis 1905 für den 8. Wahlbezirk (Schönau-St. Blasien-Neustadt), von 1883 bis 1887 für den 7. Wahlbezirk (Waldshut-Säckingen), von 1905 bis 1909 für den 10. Wahlkreis (Säckingen-Waldshut-Schopfheim). Mitglied des Bürgerausschusses von Waldshut war er von 1890 bis 1898 und Abgeordneter der Kreisversammlung Waldshut von 1893 bis 1898.
Weiter war er Abgeordneter des Deutschen Reichstags von 1881 bis 1884 und wiederum von 1907 bis zu seinem Tode für den Wahlkreis Großherzogtum Baden 3 (Landkreis Waldshut, Landkreis Säckingen, Neustadt im Schwarzwald) und die Deutsche Zentrumspartei.

## Ehrungen
- Orden vom Zähringer Löwen, Ritterkreuz I. Klasse mit Eichenlaub
- Badische Jubiläumsmedaille für Beamte

## Schriften
- 1884: Geschichte der Stadt Waldshut (Neubearbeitung durch August Baumhauer 1924, zweite Auflage 1927 und Joseph Ruch 1966)